# Christian zu Leiningen-Westerburg

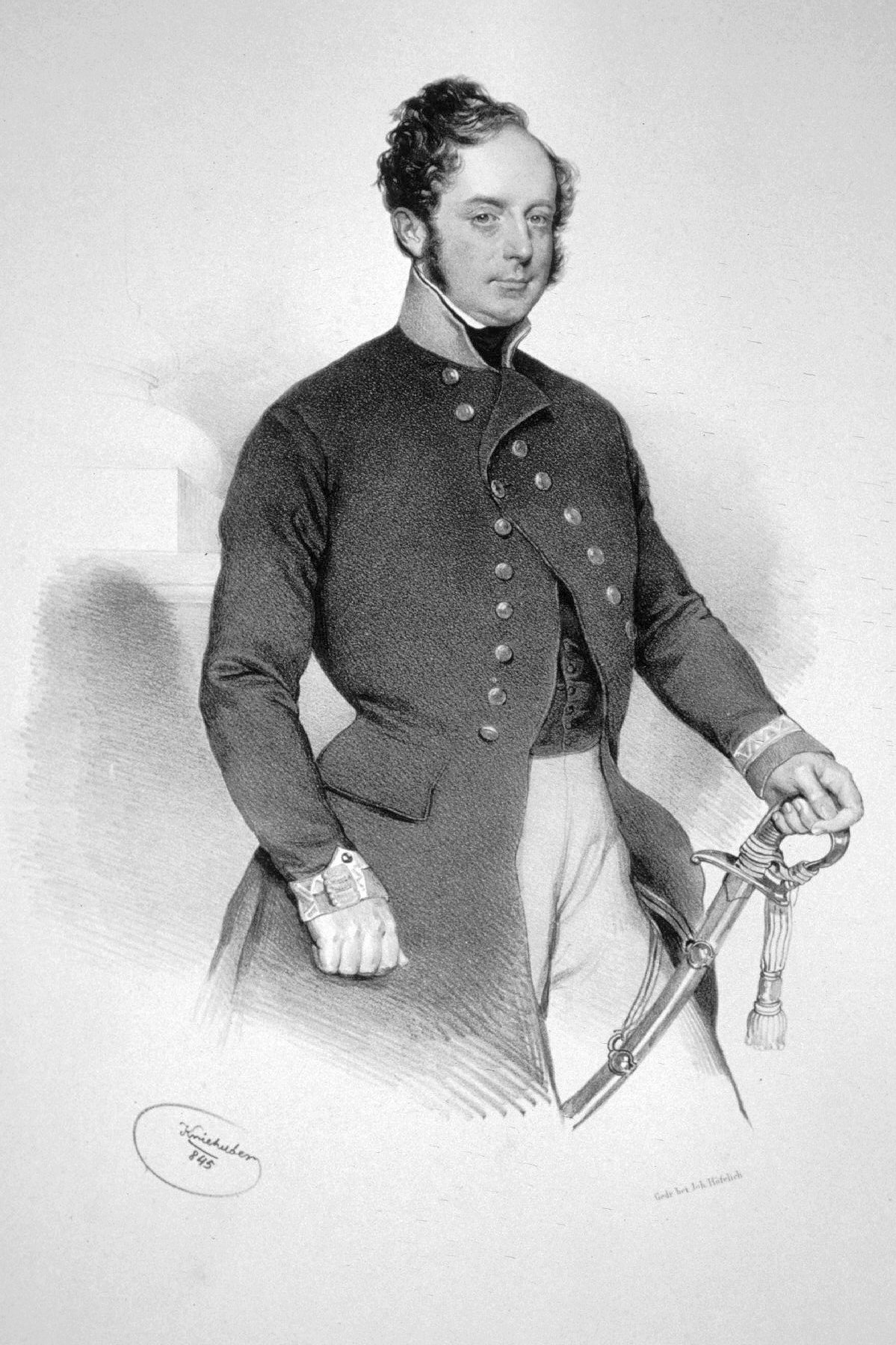
Christian zu Leiningen-Westerburg (1845)

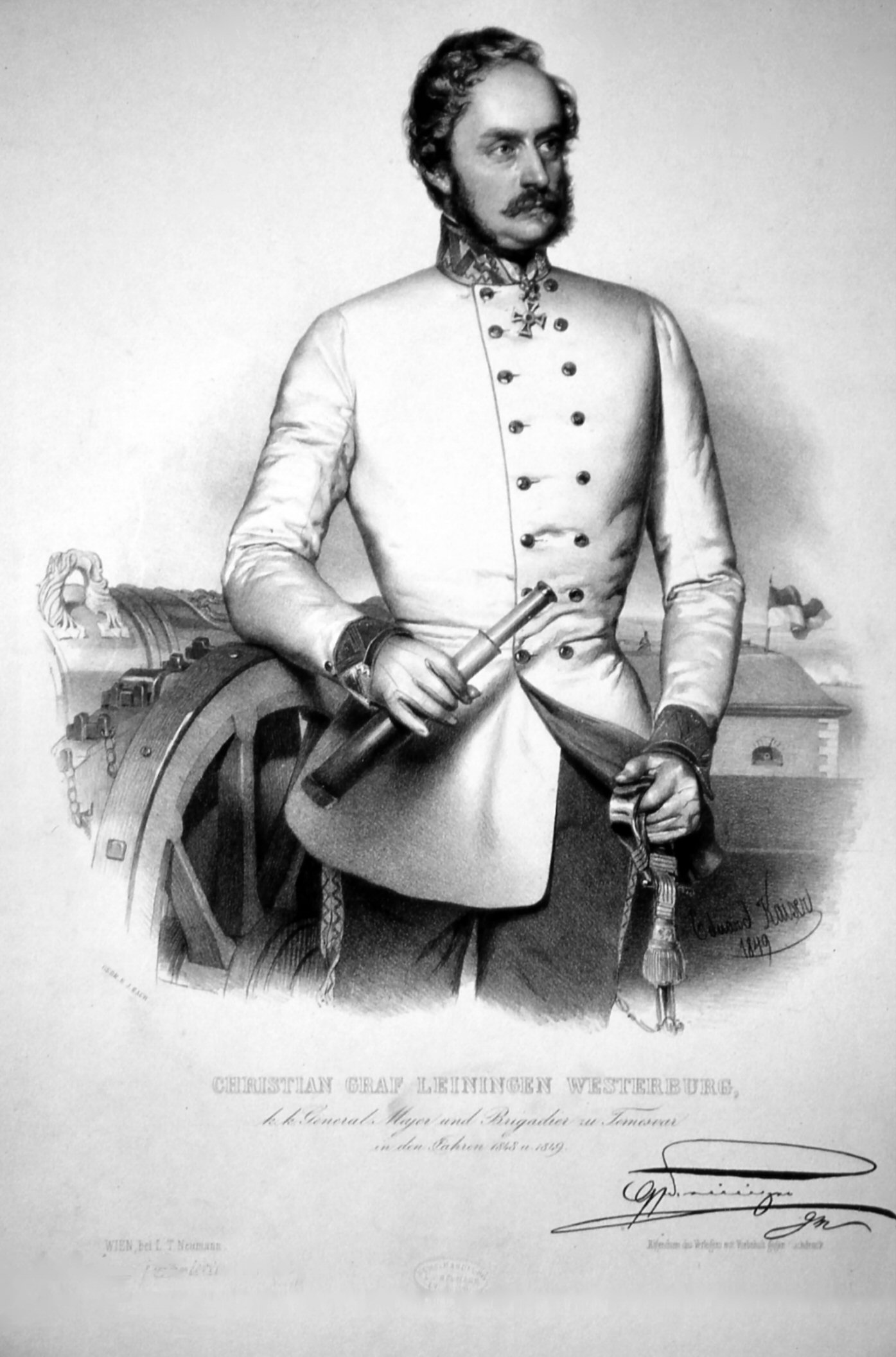
Christian zu Leiningen-Westerburg (um 1850)

Graf Christian zu Leiningen-Westerburg, auch Christian Franz Seraphin Vincenz von Leiningen-Westerburg (* 10. Februar 1812 in Graz in der Steiermark; † 1. Oktober 1856 in Krakau), war ein österreichischer Feldmarschallleutnant.

## Leben

### Familie
Christian zu Leiningen-Westerburg entstammte dem Adelsgeschlecht Leiningen, Linie Neuleiningen, und war der Sohn des Grafen Christian Ludwig zu Leiningen-Westerburg-Neuleiningen und dessen Gattin Seraphina Franziska (geb. von Porcia) († 1817). Nach dem frühen Tod seiner Eltern kam er 1819 zur weiteren Erziehung zu seinem Onkel August Georg zu Leiningen-Westerburg-Neuleiningen, der mit Charlotte Sophie (geb. Scholz von Schmettau) (1790–1860) verheiratet war und deren Ehe kinderlos blieb. Seine Schwester Seraphine Francisca Barbara Caristine zu Leiningen-Westerburg (* 4. Oktober 1810 in Klagenfurt; † 11. November 1874 in Innsbruck) wurde Stiftsdame in Innsbruck. Nachdem sie sein Erbe angetreten hatte, residierte sie viele Jahre in Schloss Westerburg, als Wohltäterin der katholischen Kirchengemeinde und politikinteressierte, resolute „Landesmutter“.
Sein Urgroßvater war der regierende Graf Georg Carl I. August Ludwig von Leiningen-Westerburg-Neuleiningen.
Sein Cousin war Karl zu Leiningen-Westerburg-Altleiningen, der sich während des Ungarischen Unabhängigkeitskrieges den Aufständischen anschloss und in Arad mit zwölf anderen ungarischen Generalen hingerichtet wurde (siehe auch Märtyrer von Arad).
Christian zu Leiningen-Westerburg blieb zeit seines Lebens unverheiratet und war Herr der Grafschaft Westerburg und Schadeck im Herzogtum Nassau.
Sein Grab befindet sich auf dem Währinger Friedhof in Wien. In der Kirche von Westerburg wurde eine Gedenktafel errichtet.

### Werdegang
Durch die Erziehung seines Onkels wurde Christian zu Leiningen-Westerburg auf eine Karriere in der österreichischen Armee vorbereitet und trat 1830 als Leutnant in das 49. Infanterie-Regiment ein, war nach drei Jahren Hauptmann, wurde 1840 Major, 1843 Oberstleutnant und 1846 Oberst im 31. Infanterie-Regiment, dessen Inhaber sein Onkel war.
Während der Ungarischen Revolution von 1848 bis 1849 führte er sein Regiment von Lemberg über Debreczin und Großwardein nach Arad, das er am 14. Dezember 1848 entsetzte, sodass es gelang, der Besatzung von Arad für ein halbes Jahr Lebensmittel und Munition sowie mehrere Geschütze zuzuführen. Er ging weiter nach Temesvár und dort wurde er zum Generalmajor und zum Brigadier der Festung Temesvár ernannt.
Während eines Einsatzes am 26. Februar 1849, um die Grenze gegen Siebenbürgen zu beobachten und eine gegenseitige Verbindung der Insurgenten und etwaige Zuzüge von Unterstützungen abzuschneiden, musste er sich nach dem Fall von Hermannstadt nach Temesvár zurückziehen, um von seiner Rückzugslinie nicht abgeschnitten zu werden. Am 26. April 1849 erreichte der Anführer der Revolutionäre Józef Bem die Orte Urseni, Giroc, Freidorf und griff dabei die Vorposten von Temesvár an, allerdings ohne greifbare Ergebnisse. Der Ausnahmezustand dauerte 107 Tage und war damit die längste aller Belagerungen der Stadt. Christian zu Leiningen-Westerburg konnte die Stellung halten, bis am 9. August 1849 ein russisches Entsatzheer unter den Generälen Iwan Paskewitsch und Julius von Haynau die Belagerung sprengte.
1849 beerbte er seinen kinderlosen Onkel als leiningischer Standesherr mit dem Adelsprädikat „Erlaucht“ und (ab 1852) einem Sitz in der Ersten Kammer der Landstände des Herzogtums Nassau. Im Landtag konnte er sich vertreten lassen, was er auch tat. Sein Vertreter war von 1852 bis 1854 Joseph von Syberg zu Sümmern.
1850 erfolgte seine Beförderung zum Feldmarschallleutnant.
Er wurde auch zu diplomatischen Verhandlungen entsandt. So war er 1850 als Bundeskommissar bei der Bundesversammlung in Frankfurt am Main. Im Dezember 1850 erhielt er von der Bundesversammlung den Auftrag, als Nachfolger von Bernhard von Rechberg die Ordnung in Kurhessen wiederherzustellen (siehe auch Kurhessischer Verfassungskonflikt und Strafbayern); er verhandelte hierbei mit dem kurhessischen Juristen Elard Johannes Kulenkamp. Dazu verfügte er am 22. Dezember 1850 eine Verordnung, in der er unter anderem Zwangsmaßnahmen androhte, Versammlungen verbot und eine Zensur einführte. Am 7. März 1851 ließ er den Ausschuss der Kurhessischen Ständeversammlung verhaften, weil dieser trotz seiner Suspension, gegen den Ministerpräsidenten beim Oberappellationsgericht Klage erhoben hatte; die Klage wurde mit einer verfassungswidrigen Verzögerung der Landtagswahlen Anklage begründet. Bis November 1851 hielt er sich in Kassel auf, bevor er nach Krakau versetzt wurde.
Im Februar 1851 nahm er an den Dresdner Konferenzen teil und im April 1852 kehrte er nach Kassel zurück, um den Verfassungskonflikt im Auftrag des Bundestags zu Ende zu bringen.
Er hielt sich von Januar bis Februar 1853 in Konstantinopel zur Beilegung von Differenzen auf. Hierbei forderte die österreichische Regierung unter anderem Garantien für eine bessere Behandlung der bosnischen Christen, Maßnahmen gegen die ungarischen Flüchtlinge auf türkischem Gebiet und die Nutzung der Seehäfen Sutorina und Klek durch Österreich. Am 14. Februar 1853 wurden sämtliche Forderungen akzeptiert, unter anderem wurden auch alle an der Grenze aufmarschierten Truppen zurückgezogen. Kurz darauf setzte ihn die österreichische Regierung als Stellvertreter des Gouverneurs in Ungarn ein.
1852 wurde er Inhaber des Infanterie-Regiments Nr. 21 und 1855 wurde er zum Kommandeur des II. Infanterie-Korps in Krakau ernannt.

## Ehrungen und Auszeichnungen
Er erhielt den Orden der Eisernen Krone (I. Klasse), wurde am 13. September 1849 zum Ritter (I. Klasse) des St. Stanislaus-Ordens ernannt, erhielt das Kommandeurkreuz des St. Stephan- und Leopold-Ordens sowie das Verdienstkreuz; weitere Auszeichnungen erhielt er von Preußen, Hessen, Russland und Belgien.
Die königlichen Freistädte Ofen, Pest und Temesvár verliehen ihm das Ehrenbürgerrecht.